# 博林廷-迪亞爾鄉
44°27′N 25°49′E / 44.450°N 25.817°E
博林廷-迪亞爾鄉（羅馬尼亞語：Comuna Bolintin-Deal, Giurgiu），是羅馬尼亞的鄉份，位於該國南部，由久爾久縣負責管轄，處於伊爾福夫縣邊界，2007年人口6,181，超過九成居民信奉東正教。